# Premi AVN a l'artista masculí estranger de l'any

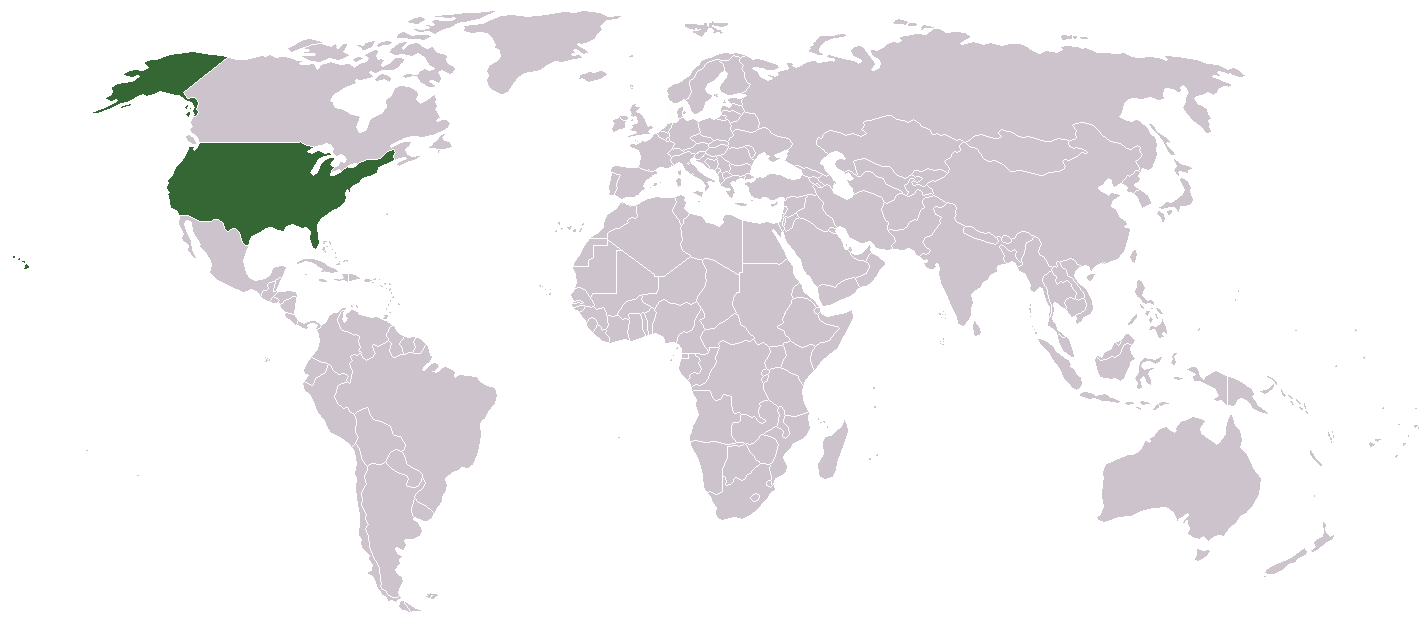
EUA (no apte per a la competició)

El Premi AVN a l'artista estranger masculí de l'any és un premi que l'empresa de la indústria del sexe AVN atorga anualment des de la creació del premi el 2003.
El primer destinatari del premi va ser l'actor pornogràfic d'origen italià Rocco Siffredi que va ser guardonat als 20ns Premis AVN el 2003. A partir del 2021, s'han premiat vuit actors pornogràfics de cinc nacionalitats diferents: italians (deu), francesos i britànic (tres), alemanys (dos) i espanyols (un).
L'actor porno italià Rocco Siffredi és l'actor més guardonat amb deu premis seguit de l'actor porno alemany Steve Holmes i l'actor porno britànic Danny D amb dos premis. Danny D és el guanyador més jove del premi als 29 anys. Guanyador més recent del premi és l'italià l'actor pornogràfic Rocco Siffredi, que va ser guardonat als 38ns Premis AVN el 2021.

## Visió general
| País d’origen de l’artista | Títol(s) |
| -------------------------- | -------- |
| Itàlia                     | 10       |
| França                     | 3        |
| Regne Unit                 | 3        |
| Alemanya                   | 2        |
| Espanya                    | 1        |

## Guanyadors i nominats

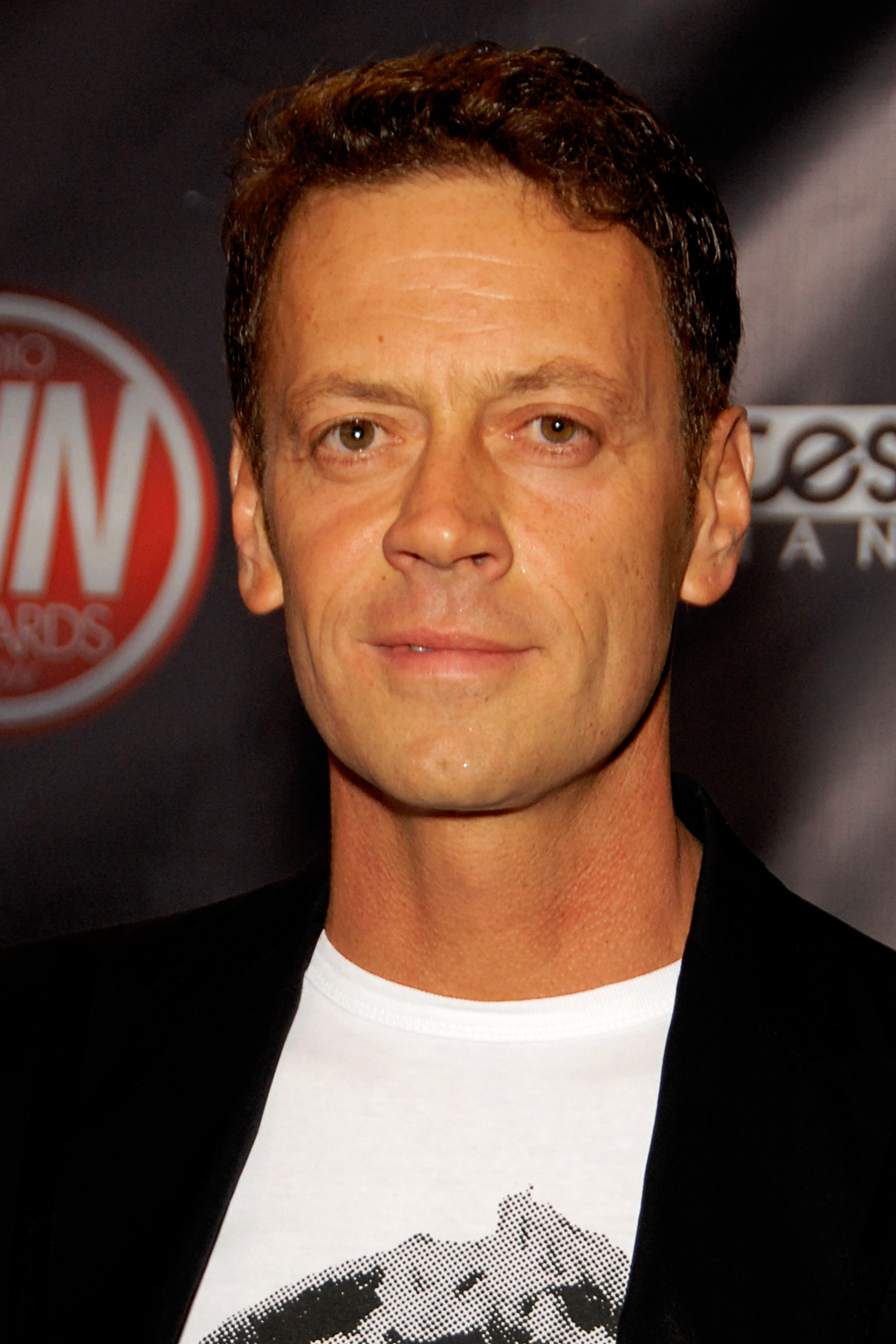
Rocco Siffredi ha estat el guanyador més freqüent del premi (deu vegades).

### Dècada del 2000
| Any  | Imatge           | Guanyador      | Nationalitat | Nominats                   | Ref                                     |
| ---- | ---------------- | -------------- | ------------ | -------------------------- | --------------------------------------- |
| 2003 |                  | Rocco Siffredi | Italià       | - Nacho Vidal              | [ 3 ] [ 7 ] [ 1 ]                       |
| 2004 |                  | Manuel Ferrara | francès      | - Nacho Vidal              | [ 8 ] [ 9 ] [ 10 ] [ 11 ] [ 12 ] [ 13 ] |
| 2005 |                  | Steve Holmes   | Alemany      | - Nacho Vidal              | [ 4 ] [ 14 ] [ 15 ]                     |
| 2006 | - Rocco Siffredi | Steve Holmes   | Alemany      | [ 5 ] [ 16 ] [ 17 ] [ 18 ] |                                         |
| 2007 |                  | Jean Val Jean  | francès      | - Nacho Vidal              | [ 19 ] [ 20 ] [ 21 ]                    |
| 2008 |                  | David Perry    | francès      | - Nacho Vidal              | [ 22 ] [ 23 ] [ 24 ] [ 25 ]             |
| 2009 |                  | Rocco Siffredi | italià       | - George Uhl               | [ 26 ] [ 27 ]                           |

### Dècada del 2010
| Any  | Imatge         | Guanyador      | Nationalitat | Nominats                    | Ref                  |
| ---- | -------------- | -------------- | ------------ | --------------------------- | -------------------- |
| 2010 |                | Toni Ribas     | Espanya      | - Nacho Vidal               | [ 28 ] [ 29 ] [ 30 ] |
| 2011 |                | Rocco Siffredi | italià       | - Ian Scott                 | [ 31 ] [ 32 ]        |
| 2012 | - Pascal White | Rocco Siffredi | italià       | [ 33 ] [ 34 ] [ 35 ]        |                      |
| 2013 | - Pascal White | Rocco Siffredi | italià       | [ 36 ] [ 37 ]               |                      |
| 2014 | - Nacho Vidal  | Rocco Siffredi | italià       | [ 38 ] [ 39 ]               |                      |
| 2015 | - Nacho Vidal  | Rocco Siffredi | italià       | [ 40 ] [ 41 ] [ 42 ] [ 43 ] |                      |
| 2016 | - Nacho Vidal  | Rocco Siffredi | italià       | [ 44 ] [ 45 ] [ 46 ] [ 47 ] |                      |
| 2017 |                | Danny D        | britànic     | - Nacho Vidal               | [ 48 ] [ 49 ] [ 50 ] |
| 2018 |                | Ryan Ryder     | britànic     | - Pascal White              | [ 51 ] [ 52 ] [ 53 ] |
| 2019 |                | Rocco Siffredi | italià       | - Nacho Vidal               | [ 54 ] [ 55 ] [ 56 ] |

### Dècada del 2020
| Any  | Imatge | Guanyador      | Nationalitat | Nominats         | Ref           |
| ---- | ------ | -------------- | ------------ | ---------------- | ------------- |
| 2020 |        | Danny D        | britànic     | - Rocco Siffredi | [ 57 ] [ 58 ] |
| 2021 |        | Rocco Siffredi | italià       | - Jay Snakes     | [ 6 ] [ 59 ]  |
| 2022 |        |                |              | - Steve Q        | [ 60 ]        |